# April 1997
Dit artikel geeft een chronologisch overzicht van alle belangrijke gebeurtenissen per dag in de maand april van het jaar 1997.

## Gebeurtenissen
- In Angola wordt een eenheidsregering ingesteld.

### 1 april
- Het Pakistaanse parlement neemt een grondwetswijziging aan die een aanmerkelijke inperking van de macht van de president inhoudt. De president kan niet langer naar eigen goeddunken regeringen en parlementen naar huis sturen, legercommandanten en gouverneurs benoemen.
- De rebellen die een vierde van Zaïre bezet houden, spreken hun afkeuring uit over de benoeming van Étienne Tshisekedi tot eerste minister. De voordracht van deze oude vijand van president Mobutu Sese Seko door het nationale parlement is door het staatshoofd bekrachtigd.
- In Spanje ontspoort opnieuw een trein. Het ongeluk gebeurt in de buurt van Madrid. De machinist en een Franse vrouw komen om het leven.
- Onbekenden stichten in de nacht van maandag op dinsdag brand in asielzoekerscentrum (azc) De Gelpenberg in het Drentse Zweeloo.

### 2 april
- Een onderzoeker van de Mensenrechtencommissie van de Verenigde Naties beschuldigt de rebellen van Laurent-Désiré Kabila van massale moordpartijen in door hen bezet gebied in Zaïre.
- Het Nederlands voetbalelftal laat kostbare punten liggen in de kwalificatie voor het WK voetbal 1998. In Bursa staat Oranje met 1-0 achter als Clarence Seedorf in de slotfase verzuimt een strafschop te benutten.
- De gemeente Utrecht plaatst Muziekcentrum Vredenburg onder 'verscherpt toezicht'. Het centrum kampt met een tekort van 1,1 miljoen gulden.
- De drankenwinkelketen Gall & Gall haalt de witte Elzas-wijn Edelzwicker van het merk André Stuber uit het jaar 1995 uit de handel omdat het koelvloeistof kan bevatten.

### 3 april
- Minister Hans van Mierlo botst met zijn Europese collega's over een resolutie over mensenrechten in China.
- De benoeming van oppositieleider Etienne Tshisekedi als premier van Zaïre leidt tot politieke onrust in de hoofdstad Kinshasa.

### 4 april
- Zaïrese opstandelingen trekken Mbuji-Mayi binnen, een belangrijke stad in het diamantgebied Oost-Kasaï. In de hoofdstad Kinshasa neemt de politieke chaos toe. Rebellen rukken verder op in de richting van Lubumbashi, de tweede stad van het land. De vredesonderhandelingen staan onder druk.

### 5 april
- Allen Ginsberg, Amerikaans dichter en voorman van de Beat Generation, overlijdt op 70-jarige leeftijd.

### 7 april
- Na de inname van het diamantcentrum Mbuji-Mayi staan de Zaïrese rebellen onder leiding van Laurent-Désiré Kabila op schootsafstand van Lubumbashi, de hoofdstad van de koperregio Shaba.

### 8 april
- President Mobutu Sese Seko van Zaïre, die wordt geplaagd door oprukkende rebellen in het oosten, een dwarse eerste minister en prostaatkanker, kondigt voor het hele land de noodtoestand af. Lubumbashi, de tweede stad van Zaïre, wordt verder ingesloten door rebellentroepen.

### 9 april
- President Mobutu Sese Seko van Zaïre ontslaat zijn burgerpremier, Étienne Tshisekedi, en vervangt hem door een militair, generaal Likulia Bolongo.
- Een Duitse rechtbank acht bewezen dat het Iraanse 'leiderschap' bevel gaf voor een moordpartij in Berlijn in 1992. De EU trekt uit protest ambassadeurs terug uit Teheran.

### 10 april
- Zuid-Afrika is bereid politiek asiel te verlenen aan de belaagde president Mobutu Sese Seko van Zaïre. Dat zegt de Zuid-Afrikaanse vice-president Thabo Mbeki in Washington.

### 11 april
- De kathedraal van Turijn wordt door brand beschadigd.

### 12 april
- De Lijkwade van Turijn wordt bedreigd door brand, mogelijk veroorzaakt door brandstichting.
- De Zaïrese president Mobutu Sese Seko geeft vooralsnog geen gehoor aan een oproep van rebellenleider Laurent Kabila om binnen drie dagen af te treden en de macht over te dragen aan de opstandelingen.
- De Pritzker Prijs wordt toegekend aan de Noorse architect Sverre Fehn.

### 13 april
- Tiger Woods wordt de jongste golfer die de Masters wint.

### 14 april
- Belgische parlementaire enquêtecommissie signaleert falen justitie en politie in zaak-Dutroux en adviseert samengaan van de vele politiediensten.
- Bij een brand in een tentenkamp in Mekka vallen tweehonderd doden.
- Regeringssoldaten in de Zaïrese hoofdstad Kinshasa slaan een demonstratie van oppositie-aanhangers uiteen met schoten in de lucht. Een soldaat schiet gericht in de vluchtende menigte, maar er vallen geen slachtoffers.

### 15 april
- Minister van Economische Zaken Hans Wijers is niet welkom in China vanwege uitspraken over schending van de mensenrechten aldaar door Hans van Mierlo ten tijde van het Nederlandse voorzitterschap van de EU.

### 16 april
- De leider van de Zaïrese rebellen, Laurent-Désiré Kabila, legt oproepen van de Verenigde Naties en westerse mogendheden tot een staakt-het-vuren naast zich neer. "Het volk is daartegen." Het rebellenoffensief gaat door totdat president Mobutu Sese Seko het veld ruimt.
- Door Italië gedomineerde vredesmacht 'Alba' landt in Albanië.
- De Franse toneelspeler, tekenaar en regisseur Roland Topor overlijdt op 59-jarige leeftijd.

### 17 april
- Dertig militairen van landmacht, marine en luchtmacht in Schaarsbergen en Oirschot worden ontslagen wegens vermeend drugsgebruik.
- De Zaïrese rebellenleider Laurent-Désiré Kabila brengt een bliksembezoek van minder dan een dag aan Zuid-Afrika en spreekt daar onder meer met president Nelson Mandela over een vredesregeling.

### 18 april
- De Zaïrese rebellenleider Laurent-Désiré Kabila sluit onderhandelingen met president Mobutu Sese Seko uit en zegt dat hij zijn tegenstander alleen wil ontmoeten voor een overdracht van de macht.

### 20 april
- Premier Benjamin Netanyahu van Israël wordt niet vervolgd voor de 'Bar-On affaire'. Hij zou een niet gekwalificeerde medestander tot procureur-generaal hebben willen benoemen om een ultra-orthodoxe politicus van vervolging te vrijwaren.
- Oppositiepartij SDS behaalt in Bulgarije de absolute meerderheid. Nieuwe regering onder Ivan Kostov.
- De Portugese langeafstandsloper Domingos Castro is met 2:07.51 de snelste in de 17e editie van de marathon van Rotterdam. Bij de vrouwen zegeviert Tegla Loroupe in een nieuw parcoursrecord: 2:22.07.

### 21 april
- Nederland eindigt als zevende en voorlaatste bij het wereldkampioenschap ijshockey voor B-landen in Polen.

### 22 april
- Na 126 dagen worden de gijzelaars in de residentie van de Japanse ambassadeur in Lima (Peru) bevrijd. Commando's bestormen het gebouw en bevrijden 71 gijzelaars. Twee soldaten, veertien rebellen en één gijzelaar komen om.

### 23 april
- Late vorst doet schade aan de fruitteelt.

### 25 april
- Johan Stekelenburg (PvdA) wordt de nieuwe burgemeester van Tilburg en niet medekandidaat Yvonne van Rooy (CDA), Tweede Kamerlid en oud-staatssecretaris.

### 26 april
- Bjarne Riis wint Nederlands enige wielerklassieker, de Amstel Gold Race.

### 27 april
- De Surinaamse adviseur van staat en voormalig legerleider Desi Bouterse wordt officieel in staat van beschuldiging gesteld wegens cocaïnehandel.

### 30 april
- Het Nederlands elftal revancheert zich voor de nederlaag, eerder deze maand tegen Turkije (1-0), en verslaat voetbaldreumes San Marino in eigen huis met 6-0. Doelpuntenmakers zijn Dennis Bergkamp (2), Aron Winter, Pierre van Hooijdonk, Frank de Boer en John Bosman.

<< · januari · februari · maart · april · mei · juni · juli · augustus · september · oktober · november · december · >>